# 14163 Джончапмен
14163 Джончапмен (14163 Johnchapman) — астероїд головного поясу, відкритий 13 жовтня 1998 року.
Тіссеранів параметр щодо Юпітера — 3,291.